# Marek Świniarski
Marek Świniarski (né le 25 avril 1964,) est un coureur cycliste polonais, actif dans les années 1980 et 1990.

## Biographie
Entre 1986 et 1988, Marek Świniarski obtient diverses places d'honneur sur le Tour de Pologne. Il évolue ensuite chez les amateurs en France. Durant cette période, il remporte notamment les Trois Jours de Cherbourg en 1991 puis la course Bordeaux-Saintes en 1992. 
En cours d'année 1992, il intègre l'équipe professionnelle Imporbor-Jovigruppos-CC Paços de Ferreira, qui évolue sous licence portugaise. 

## Palmarès
- 1989
  - 1re étape de l'Essor breton
  - 3e de l'Essor breton
- 1990
  - Mi-août bretonne
  - Paris-Briare
  - 2e du Grand Prix des Foires d'Orval
  - 3e du Tour de Nouvelle-Calédonie
- 1991
  - Côte picarde
  - Trois Jours de Cherbourg :
    - Classement général
    - 1re étape

  - 2e de la Mi-août bretonne
  - 2e du Grand Prix d'Oradour-sur-Vayres
  - 2e de Paris-Barentin
  - 2e de Paris-Laon
- 1992
  - 3e et 6e épreuves du Circuit des plages vendéennes
  - Bordeaux-Saintes
  - 3e du Circuit des plages vendéennes